# غوستافو بوليفار
غوستافو بوليفار (بالإسبانية: Gustavo Bolívar) (16 أبريل 1985 في كولومبيا - ) هو لاعب كرة قدم كولومبي في مركز الوسط. شارك مع منتخب كولومبيا لكرة القدم. أما مع النوادي، فقد لعب مع ديبورتيفو باستو وديبورتيفو كالي ونادي الهلال وديبورتيس توليما ونادي إنفيغادو وريونيغرو أغيلاس وكوكوتا ديبورتيفو ‏.

## وصلات خارجية
- غوستافو بوليفار على موقع قاعدة بيانات كرة القدم.إي يو (الإنجليزية)
- غوستافو بوليفار على موقع ناشيونال فوتبول تيمز (الإنجليزية)
- غوستافو بوليفار على موقع Soccerway.com (الإنجليزية)
- غوستافو بوليفار على موقع AS.com (الإسبانية)